# 新塞爾希伊夫卡 (貝雷茲內胡瓦泰市鎮)
47°27′35″N 32°41′53″E / 47.45972°N 32.69806°E
新塞爾希伊夫卡（烏克蘭語：Новосергіївка），是烏克蘭南部尼古拉耶夫州巴什坦卡區贝雷兹内胡瓦泰市镇内的村落。始建於1903年，面積0.53平方公里，海拔高度86米，2001年人口129，人口密度每平方公里243.4人。